# Catasetum callosum
Catasetum callosum (tên tiếng Anh là Callous Catasetum) là một loài phong lan.

## Hình ảnh

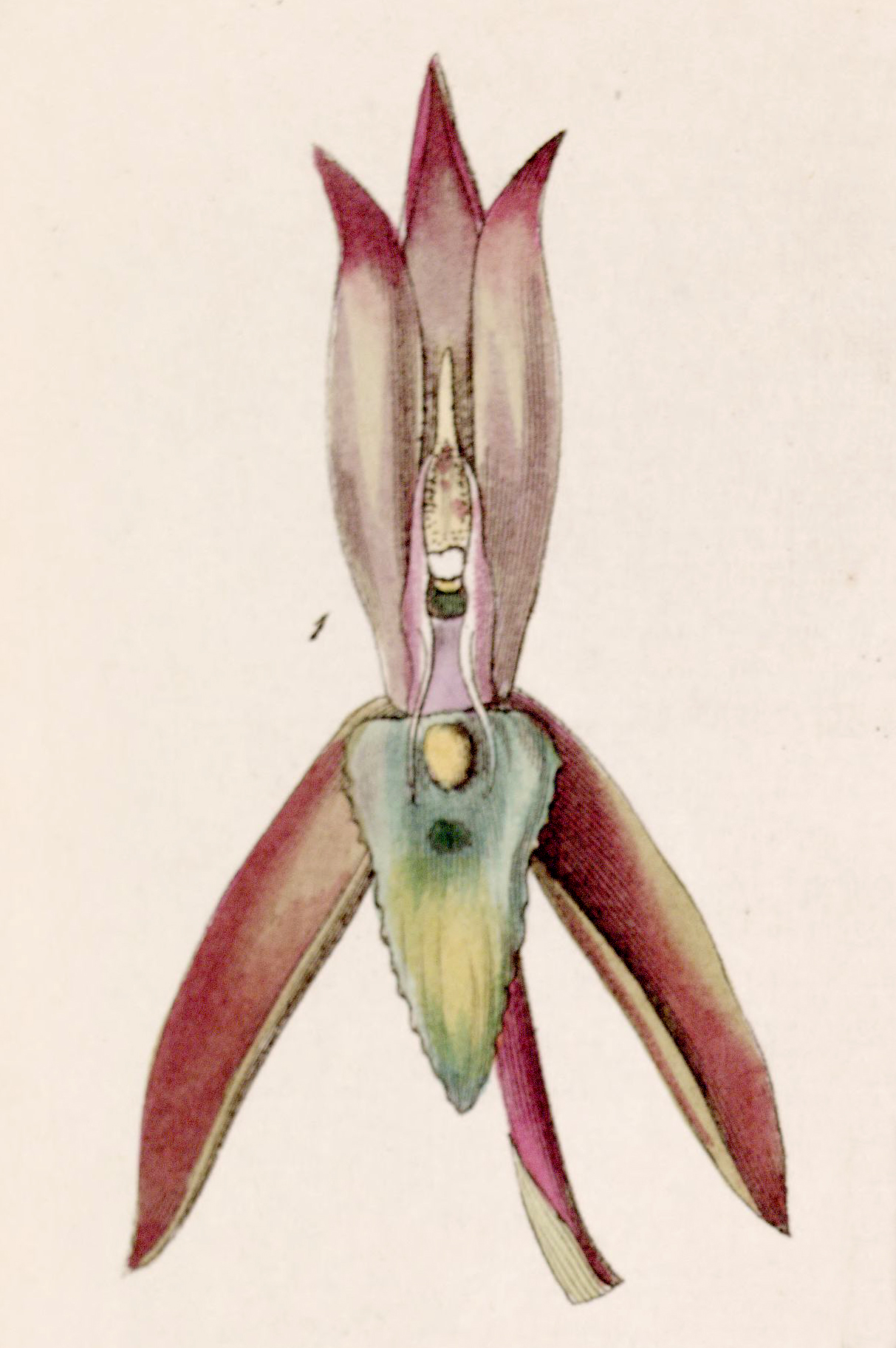